# 3 000 mètres steeple masculin aux Jeux olympiques d'été de 1960
Pour des articles plus généraux, voir Athlétisme aux Jeux olympiques d'été de 1960 et Steeple aux Jeux olympiques.
Navigation
Melbourne 1956 Tokyo 1964
L'épreuve du 3 000 mètres steeple masculin aux Jeux olympiques de 1960 s'est déroulée les 1er et 3 septembre 1960 au Stade olympique de Rome, en Italie.  Elle est remportée par le Polonais Zdzisław Krzyszkowiak.

## Résultats

### Finale
| Rang               | Athlète               | Pays                       | Temps   | Notes |
| ------------------ | --------------------- | -------------------------- | ------- | ----- |
| Médaille d'or      | Zdzisław Krzyszkowiak | Pologne                    | 8:34.30 | OR    |
| Médaille d'argent  | Nikolay Sokolov       | Union soviétique           | 8:36.55 |       |
| Médaille de bronze | Semyon Rzhishchin     | Union soviétique           | 8:42.34 |       |
| 4                  | Gaston Roelants       | Belgique                   | 8:47.45 |       |
| 5                  | Gunnar Tjörnebo       | Suède                      | 8:58.87 |       |
| 6                  | Ludwig Müller         | Équipe unifiée d’Allemagne | 9:01.57 |       |
| 7                  | Deacon Jones          | États-Unis                 | 9:18.22 |       |
| 8                  | Aleksey Konov         | Union soviétique           | 9:18.23 |       |
| -                  | Hans Hüneke           | Équipe unifiée d’Allemagne |         | DNF   |

## Légende
Records et Performances
- AR : Record continental (area record)
- CR : Record des championnats (championship record)
- MR : Record du meeting (meet record)
- NR : Record national (national record)
- OR : Record olympique (olympic record)
- PR : Record paralympique (paralympic record)
- PB : Record personnel (personal best)
- SB : Meilleure performance personnelle de la saison (season's best)
- WL : Meilleure performance mondiale de l'année (world leader)
- WJR : Record du monde junior (world junior record)
- WR : Record du monde (world record)

Circonstances et Conditions
- DNF : N'a pas terminé (did not finish)
- DNS : N'a pas pris le départ (did not start)
- DQ : Disqualification (disqualification)
- NM : Aucun essai valable enregistré (No Mark)
- Q : Qualifié « directement » au prochain tour (ou à la prochaine compétition), lors d'une compétition majeure, grâce au classement ou à la réalisation des minima (automatic qualifier)
- q : Qualifié au prochain tour (ou à la prochaine compétition), lors d'une compétition majeure, grâce au repêchage ou à la réalisation de l'une des meilleures performances parmi celles des « non qualifiés directement » (grâce au meilleur temps ou à la meilleure distance par exemple) (secondary qualifier)